# Clemens Bosch
Clemens Bosch, auch: Clemens Emin Bosch (* 6. Oktober 1899 in Köln; † 22. Juli 1955 in Istanbul) war ein deutscher Althistoriker und Numismatiker.
Bosch wurde 1917 eingezogen und leistete während des Ersten Weltkrieges Kriegsdienst bei der Infanterie. Von dort wurde er 1919 entlassen und legte 1920 die Reifeprüfung am Gymnasium in Darmstadt ab. Danach studierte er Alte Geschichte, Klassische Philologie und Klassische Archäologie an den Universitäten in Heidelberg und Berlin. 1925 wurde er bei Wilhelm Weber zum Dr. phil. promoviert; 1930 wurde Bosch Oberassistent am Institut für Altertumswissenschaft an der Universität Halle. Er wurde 1932 habilitiert und Privatdozent.
1937 wurde ihm wegen seiner jüdischen Ehefrau die Lehrbefugnis wieder entzogen, schon zuvor wurde ihm das für 1933/34 zuerkannte Wülfing-Stipendium aberkannt.
Bosch war jedoch schon, nach mehreren vorherigen Forschungsaufenthalten, seit 1935 dauerhaft in die Türkei ausgewandert. Von 1935 bis 1939 arbeitete er als Numismatiker am Archäologischen Museum Istanbul und wirkte an mehreren Ausgrabungen mit. Von 1940 bis zu seinem Tod war er Professor der Alten Geschichte an der Universität Istanbul.